# Klostret i Sendomir
Klostret i Sendomir är en svensk dramafilm från 1920 i regi av Victor Sjöström.

## Om filmen
Som förlaga har man författaren Franz Grillparzer novell Klostret i Sendomir (Das Kloster bei Sendomir) från 1828 och i svensk översättning 1918. Novellen har filmatiserats flera gånger. Den mest anmärkningsvärda av dessa filmer gjordes i Tyskland 1919 med Ellen Richter och Edvard von Winterstein i huvudrollerna. Den versionen fick sverigepremiär på Auditorium bara några veckor före den svenska, vilket föranledde ett animerat annonskrig mellan Svenska Bio och Filmsaktiebolaget Union. 
Inspelningen skedde vid Svenska Bios ateljé på av Henrik Jaenzon. Filmen premiärvisades 1 januari 1920. 
I filmen debuterar Tora Teje. Filmen kom att bli en framgång i Sverige och en succé utomlands. Den exporterades till ett femtiotal länder.

## Rollista (i urval)

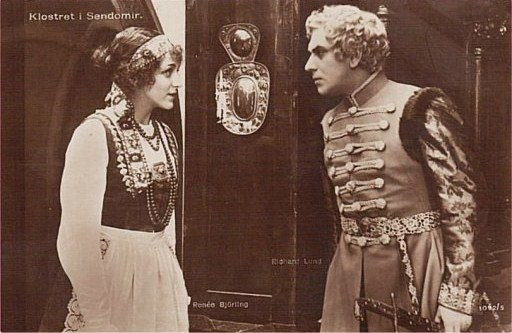
Renée Björling och Richard Lund i Klostret i Sendomir.

- Tore Svennberg – greve Starschensky
- Tora Teje – Elga, hans hustru
- Richard Lund – Oginsky, Elgas kusin
- Renée Björling – Dortka, kammarjungfru
- Albrecht Schmidt – förvaltare
- Gun Robertson – Starschenskys dotter
- Erik A. Petschler – främmande ädling
- Nils Tillberg – främmande ädling
- Gustaf Ranft – abbot
- Yngwe Nyquist – hustjänare
- Axel Nilsson – klosterbroder
- Jenny Tschernichin-Larsson – kolarhustru
- Emil Fjellström – munk i mängden